# Helgakviða Hjörvarðssonar
Helgakviða Hjörvarðssonar er et digt i den Ældre Edda, som findes i Codex Regius-manuskriptet, hvor den efterfølger Helgakviða Hundingsbana I og går forud fra Helgakviða Hundingsbana II.
Tekststykket står uden navn i manuskriptet, og det er muligt, at det aldrig har været meningen, at det skulle ses som et enkeltstående digt, men forskere har givet det navnet Helgakviða Hjörvarðssonar for at kunne referere nemmere til det. Teksten fremstår som at være sammenstykket af ældre digt, som er sat sammen med mindre prosatekststykker. Digtet handler om en Helgi Hjörvarðsson, og er løst forbundet til historien om Helgi Hundingsbani.